# Lamprochrysa
Lamprochrysa är ett släkte av fjärilar. Lamprochrysa ingår i familjen Thyrididae.
Kladogram enligt Catalogue of Life:
| Lamprochrysa | \| \| Lamprochrysa amata \| \| \| \| \| \| Lamprochrysa scintillans \| \| \| \| \| \| Lamprochrysa triplex \| \| \| \| |
|              | \| \| Lamprochrysa amata \| \| \| \| \| \| Lamprochrysa scintillans \| \| \| \| \| \| Lamprochrysa triplex \| \| \| \| |
|              | Lamprochrysa amata |
|              | |
|              | Lamprochrysa scintillans                                                                                               |
|              | |
|              | Lamprochrysa triplex                                                                                                   |
|              | |